# Ehrenfriedhof Cap Arcona

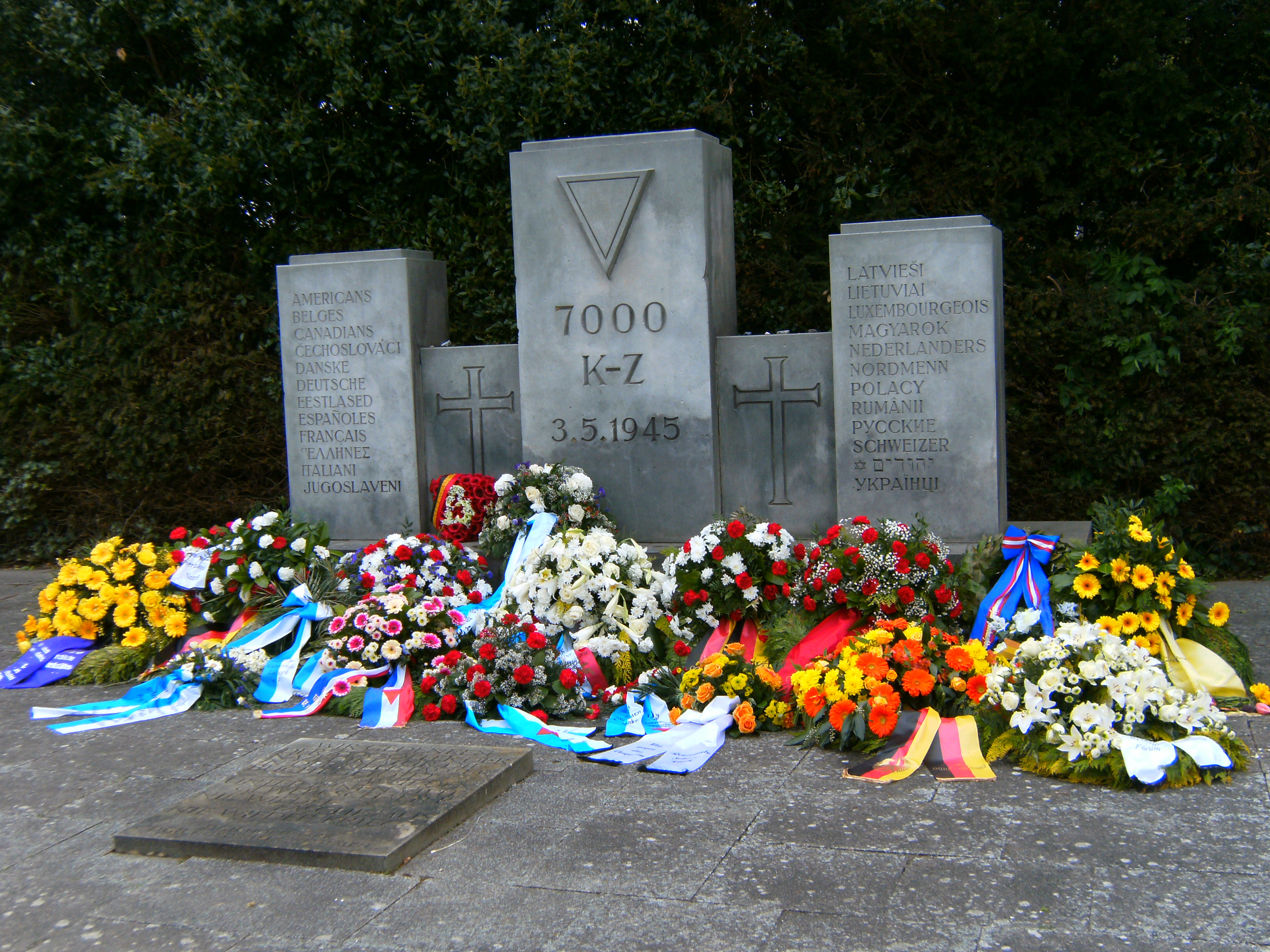
Der zentrale Gedenkstein auf dem Ehrenfriedhof Cap Arcona – Gedenken 70 Jahre

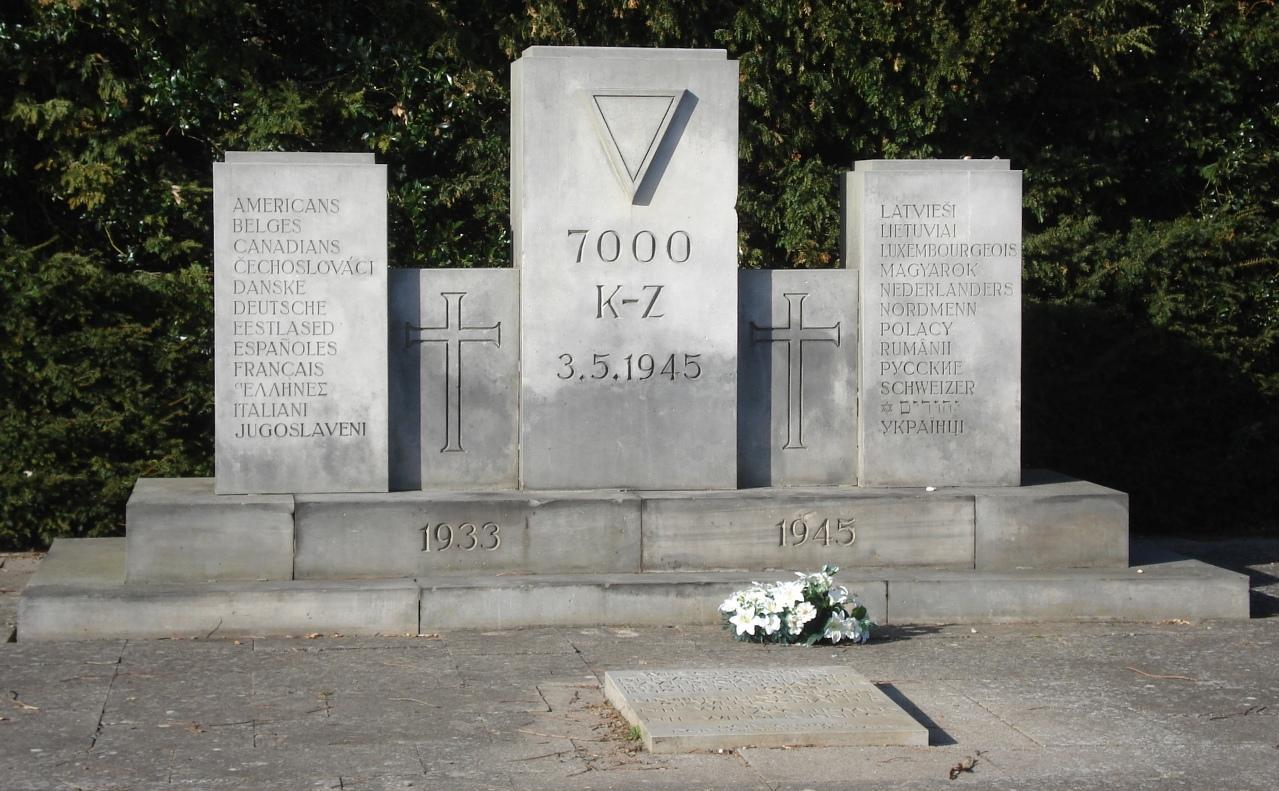
Der zentrale Gedenkstein auf dem Ehrenfriedhof Cap Arcona

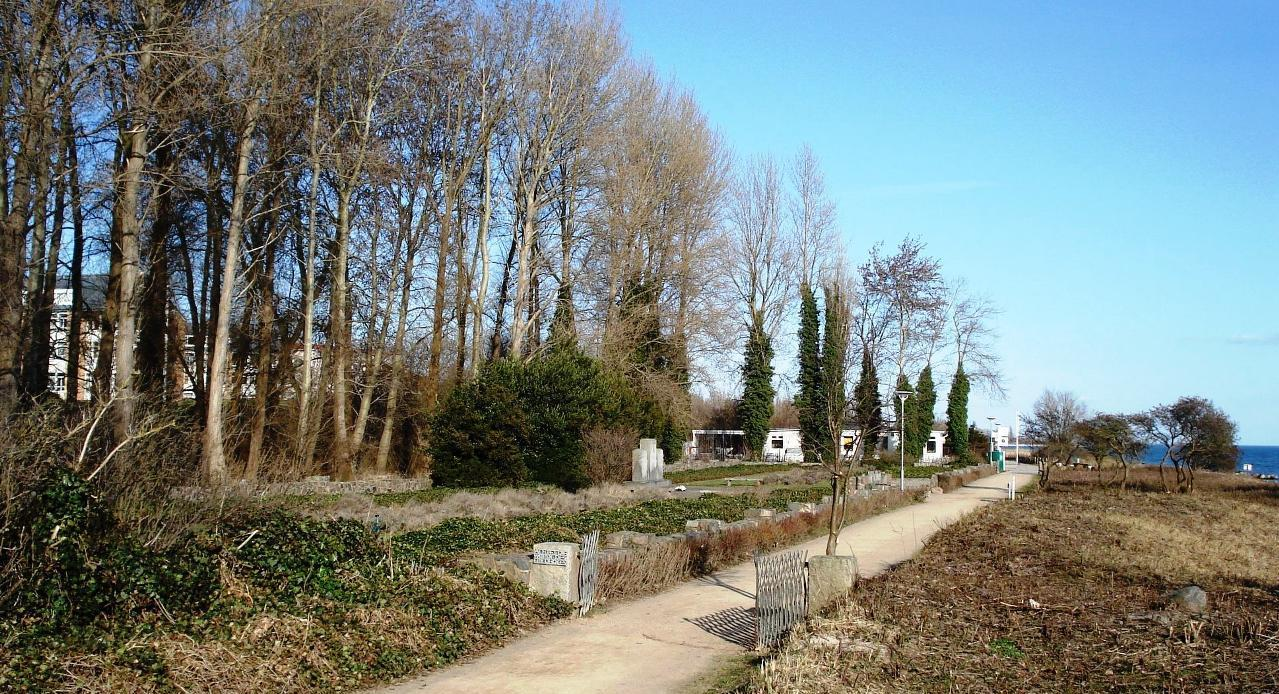
Ansicht des Ehrenfriedhofs Cap Arcona (aus Westen)

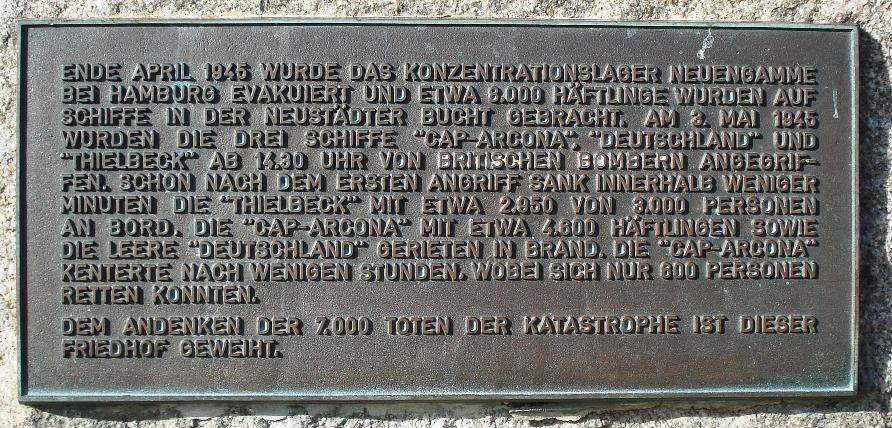
Text auf der Gedenkplatte

Der Ehrenfriedhof Cap Arcona in Neustadt im Kreis Ostholstein (Schleswig-Holstein) ist ein Ehrenfriedhof, auf dem 621 Opfer der  Versenkung der Cap Arcona und der Thielbek am 3. Mai 1945 bestattet sind und der zudem die zentrale Gedenkstätte für alle Opfer ist.
Er liegt östlich der Innenstadt von Neustadt direkt an der Lübecker Bucht / Ostsee. Die nach dem Untergang der Schiffe bei Neustadt angespülten Toten wurden zunächst in Einzel- oder Massengräbern – meist in Strandnähe – bestattet. 1948 wurde der Ehrenfriedhof angelegt.

## Ehrenfriedhof
Die Anlage ist rechteckig (ca. 100 Meter breit und ca. 15 Meter tief) etwa in West-Ost-Richtung angelegt und wird von einer aus behauenem Naturstein errichten, halbhohen Mauer umschlossen. Das Tor selbst trägt die Inschrift „Ehrenfriedhof Cap Arcona“. Am linken Torpfeiler befindet sich eine Bronzetafel, auf der die Geschehnisse des Unterganges der Cap Arcona und Thielbek geschildert werden.
Der Eingang in der Mitte befindet sich vor dem in der Mitte der Anlage befindlichen Gedenkstein. Der mittlere Stein trägt die Inschrift „7000“, „K-Z“, „3.5.1945“ (Anzahl der Opfer der Schiffsuntergänge; KZ & das Datum). Auf den rechts und links befindlichen Steinen werden die Nationalitäten der Opfer in ihren Landessprachen aufgelistet, einschließlich des hebräischen Begriffes „Jehudim“ für „Juden“. Vor dem Gedenkstein im Boden befindet sich seit 1983 eine Gedenktafel des DGB. Die Flächen auf der linken und rechten Seite des Gedenksteins werden von Beetflächen (über deren Gräbern) bzw. Rasenflächen eingenommen.

## Gedenkfeier
Jährlich am 3. Mai wird dort von etwa 100 Menschen der Opfer gedacht. Zum Gedenken nach 70 Jahren kamen über 1.000 Besucher. Die Bundespolizei Neustadt (Holstein), die KZ-Gedenkstätte Neuengamme, der DGB und andere Vereinigungen legen dort in einer Feierstunde Kränze nieder. Die jüdische Gemeinde Lübeck hält ein Totengebet. Zwei Stelen zwischen Promenade und Ufer dokumentieren den Hergang und die damalige Position der Schiffe.

## Informationstafeln

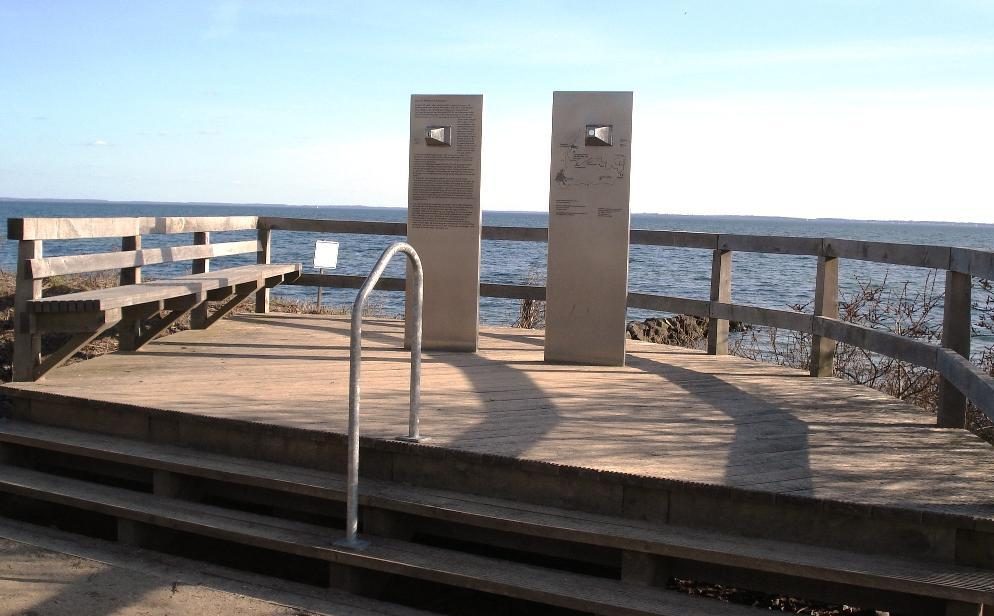
Die Informationsplattform mit Metallstelen

Am westlichen Ende des Ehrenfriedhofs befindet sich eine Holzplattform, auf der sich zwei Metallstelen befinden, auf denen die Ereignisse und näheren Umstände des Untergangs der Cap Arcona und der Thielbek geschildert werden sowie ein Blick auf die Untergangsstelle der Schiffe ermöglicht wird.

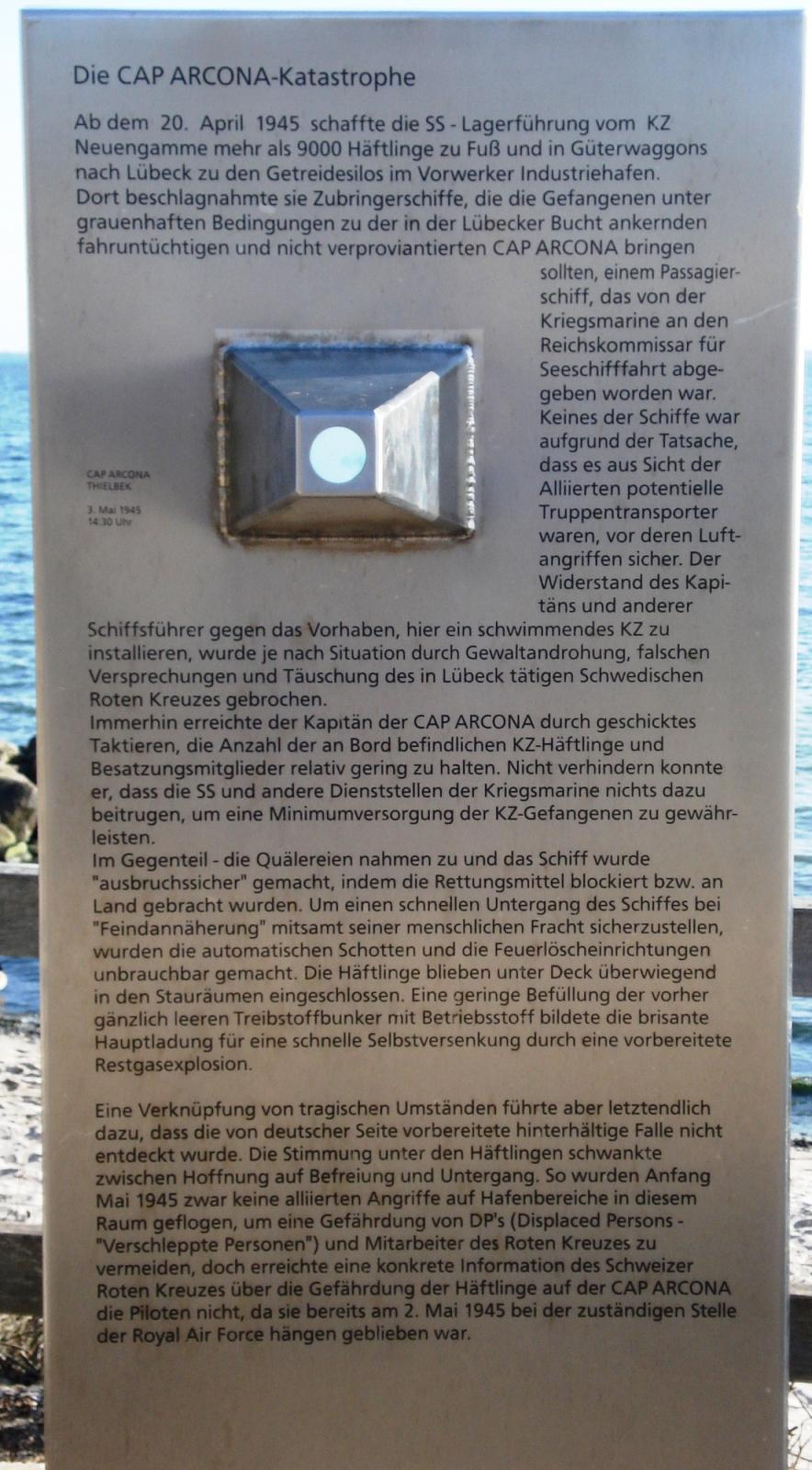
Informationsplattform – Stele 1 (Text)
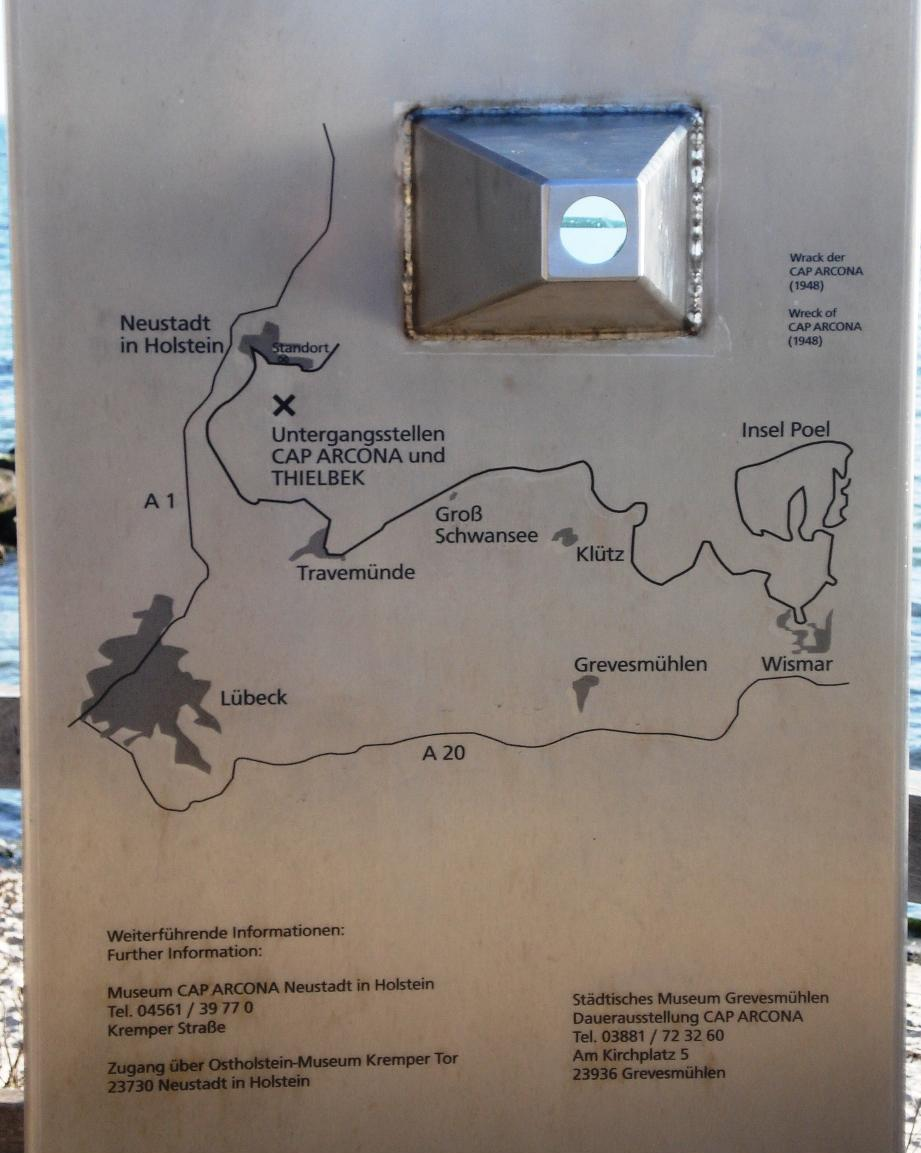
Informationsplattform – Stele 2 (Karte mit dem Ort des Untergangs)
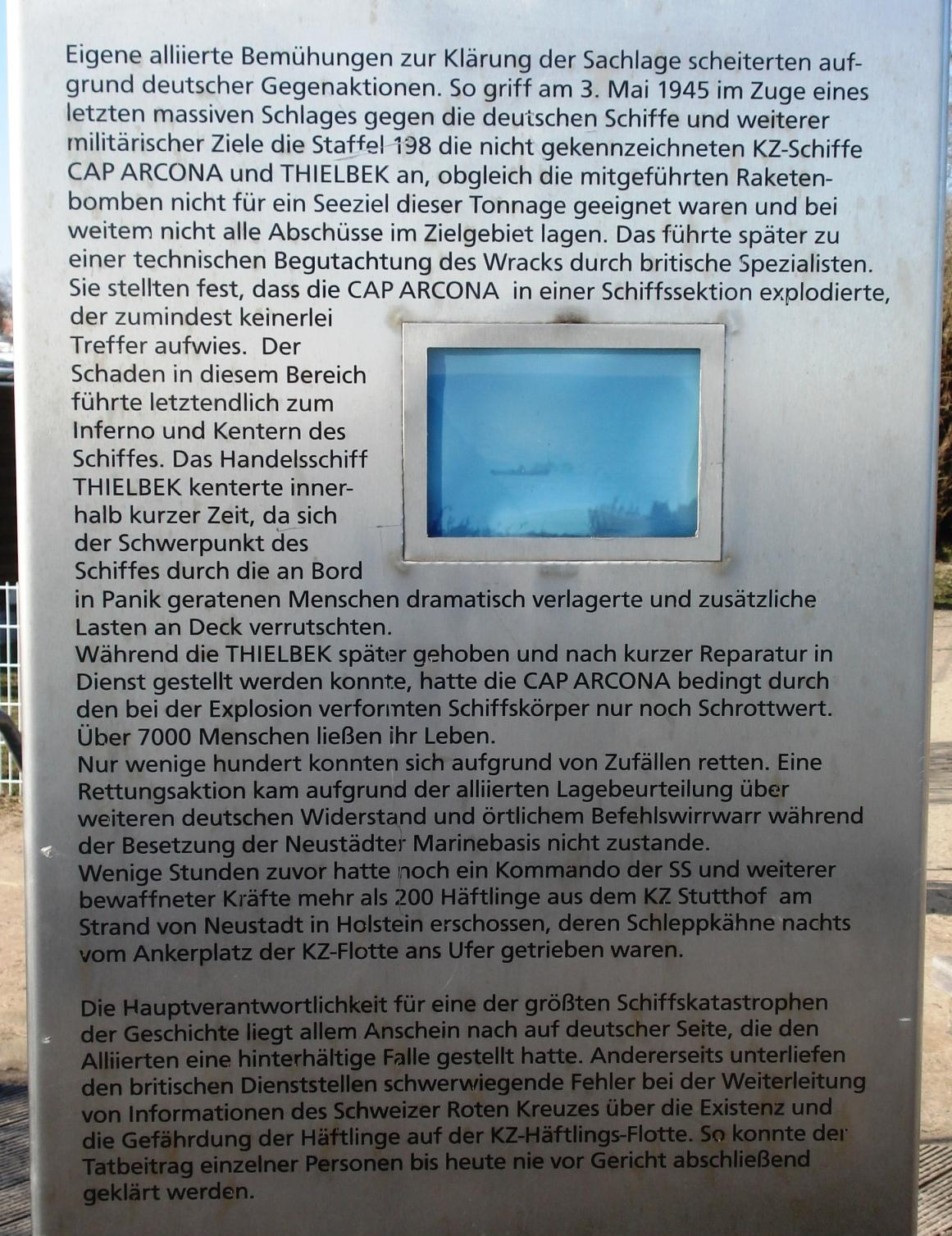
Informationsplattform – Stele 1 (Rückseite) (Text & Foto der gesunkenen Cap Arcona)
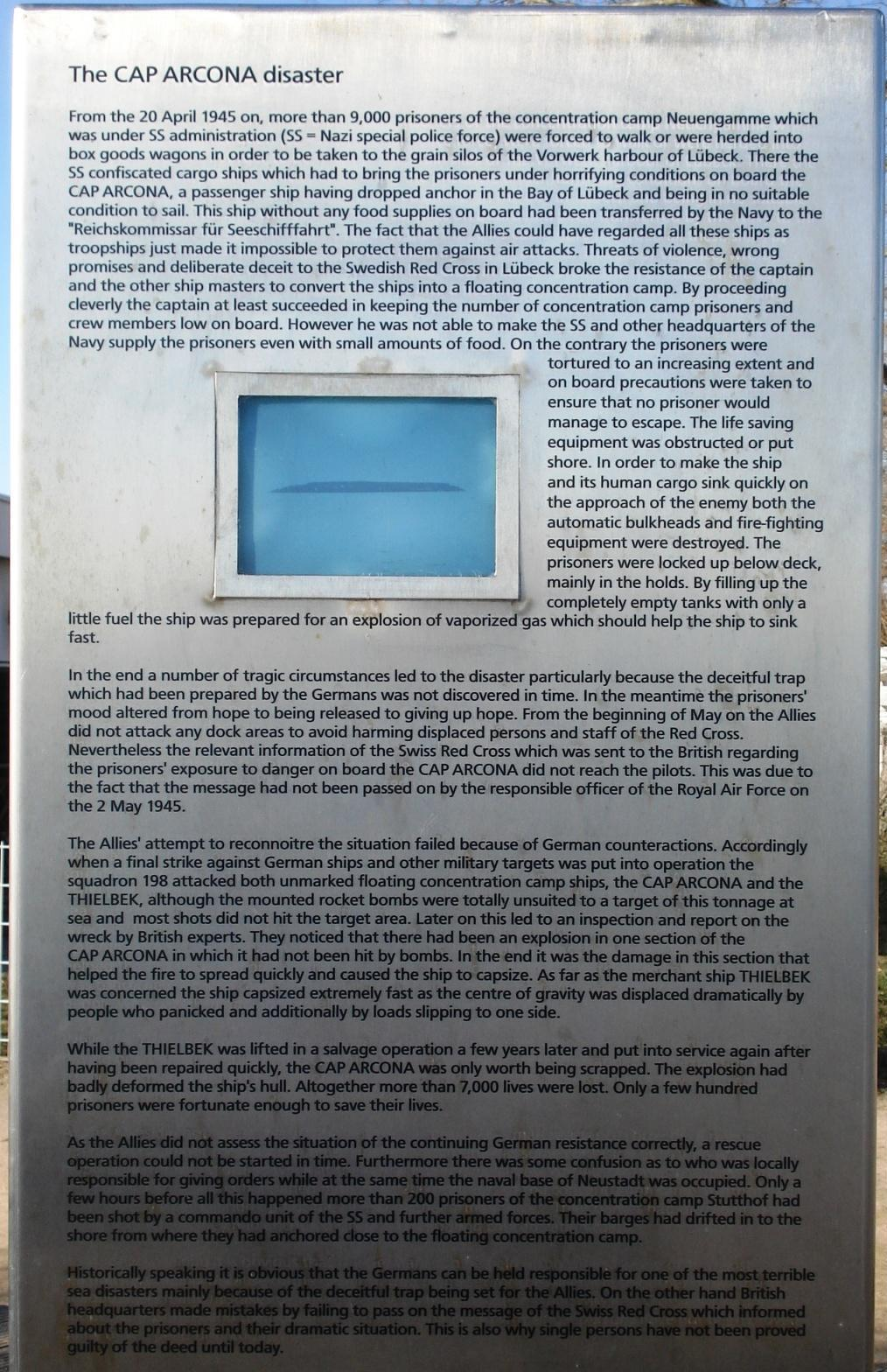
Informationsplattform – Stele 2 (Rückseite) (Text in Englisch)

Im Jahr 2020 wurden ergänzend mehrere Informationstafeln im Umkreis des Ehrenfriedhofs aufgestellt, auf denen mit Text und Bildern der Ablauf der Ereignisse rund um den Häftlingstransport, den Bomber-Angriff auf die Schiffe und deren Untergang beschrieben wird.
Im  Anbau des Museums in Neustadt wurde eine Ausstellung zum Cap-Arcona-Unglück eingerichtet.

## Stutthofweg

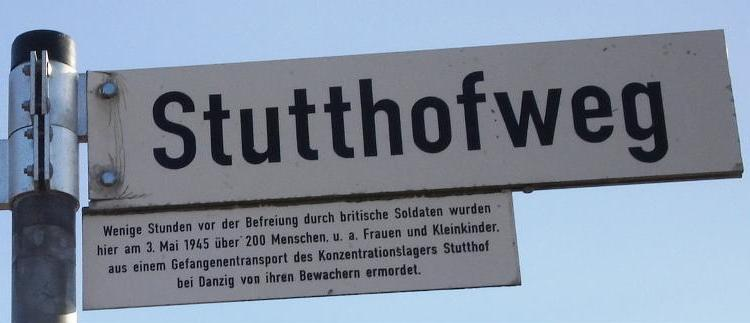
Schild Stutthofweg mit Erläuterungstafel

Der Weg im Bereich des Ehrenfriedhofs wurde in Erinnerung an die Ermordung von mehr als 200 Häftlingen des KZ Stutthof am Strand von Neustadt durch ein SS-Kommando und weitere Bewaffnete Stutthofweg benannt. Die Schleppkähne mit den Häftlingen waren nachts an den Strand getrieben worden.

## Weitere Ehrenfriedhöfe
Siehe Friedhöfe mit Opfern der Cap Arcona-Katastrophe rund um die Lübecker Bucht